# Гран-прі Донецька
Гран-прі Донецька — щорічні одноденні шосейні велоперегони, що проводилася в Донецьку щоквітня від 2007 до 2013 року.

## Історія
Вперше перегони пройшли 2007 року. Наступного року стали міжнародними. 2009 року увійшли до календаря Європейського туру UCI з категорією 1.2.
Старт гонки розташовувався в Донецьку в районі Драмтеатру. Потім маршрут йшов у область у напрямі півдня, і, після проходження в різний час через такі населені пункти як Волноваха, Докучаєвськ, Доля, Оленівка, Калініне, Микільське, Новотроїцьке, Павлівка, Вугледар, повертався до Донецька до Драмтеатру. Після цього йшли фінальні кола в районі Драмтеатр — бульвар Пушкіна — вулиця Університетська.
Організовував змагання донецький спортивний клуб ІСД, фінансований Індустріальним союзом Донбасу. Крім головних категорійних перегонів тут проходив етап чемпіонату України в перегонах-критеріум — «Меморіал Миколи Колумбета» та окремі аматорські перегони серед журналістів.
У 2015 та 2016 роках в Україні також проводилися одноденні перегони «Гран-прі ІСД» та «Гран-прі Вінниці», які певною мірою можна вважати правонаступницями зниклого «Гран-прі Донецька».

## Призери
| Рік  | Переможець        | 2-е місце         | 3-є місце         |
| ---- | ----------------- | ----------------- | ----------------- |
| 2007 | Денис Костюк      |                   |                   |
| 2008 | Денис Костюк      | Юрій Агарков      | Дмитро Кравцов    |
| 2009 | Март Оявее        | Сергій Колесников | Володимир Рибін   |
| 2010 | Віталій Попков    | Дмитро Пузанов    | Адріано Анджелоні |
| 2011 | Юрій Агарков      | Михайло Кононенко | Дмитро Косяков    |
| 2012 | Ільнур Закарін    | Володимр Гоменюк  | Дмитро Косяков    |
| 2013 | Анатолій Пахтусов | Михайло Кононенко | Максим Покидов    |